# Майтобе (Хромтауський район)
Майтобе́ (каз. Майтөбе) — село у складі Хромтауського району Актюбінської області Казахстану. Адміністративний центр Коктобинського сільського округу.
Населення — 420 осіб (2021; 426 у 2009, 614 у 1999, 1045 у 1989).